# Parc national de la Côte Ouest
Le parc national de la Côte Ouest se situe à 120 km au nord du Cap dans la province du Cap-Occidental en Afrique du Sud. Il est bordé par l'océan Atlantique à l'ouest et la route côtière R27. Il s'étend depuis la ville d'Yzerfontein au sud jusqu'à Langebaan. Le parc a été créé en 1985.

## Galerie de photos

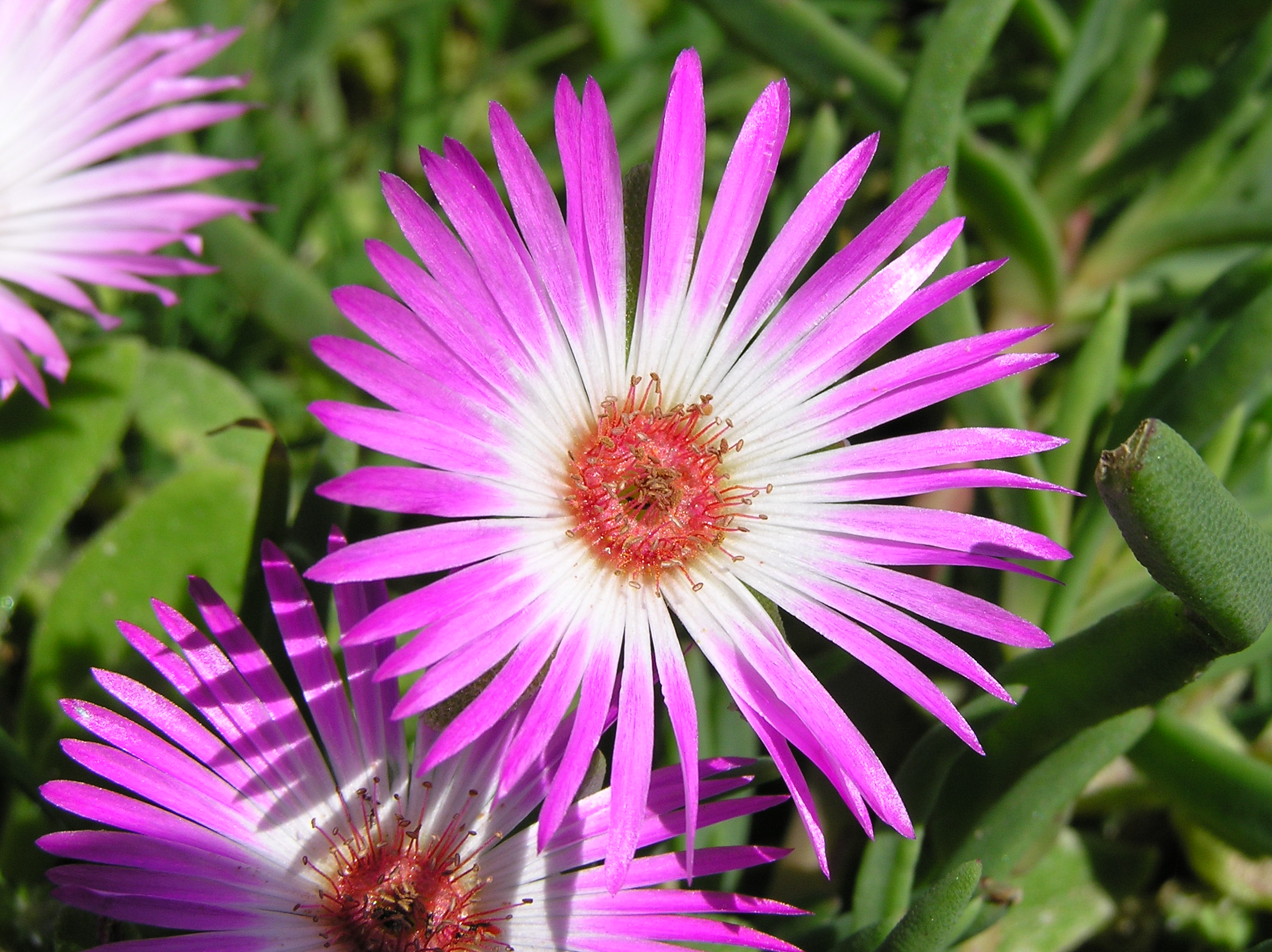
Dorotheanthus bellidiformis
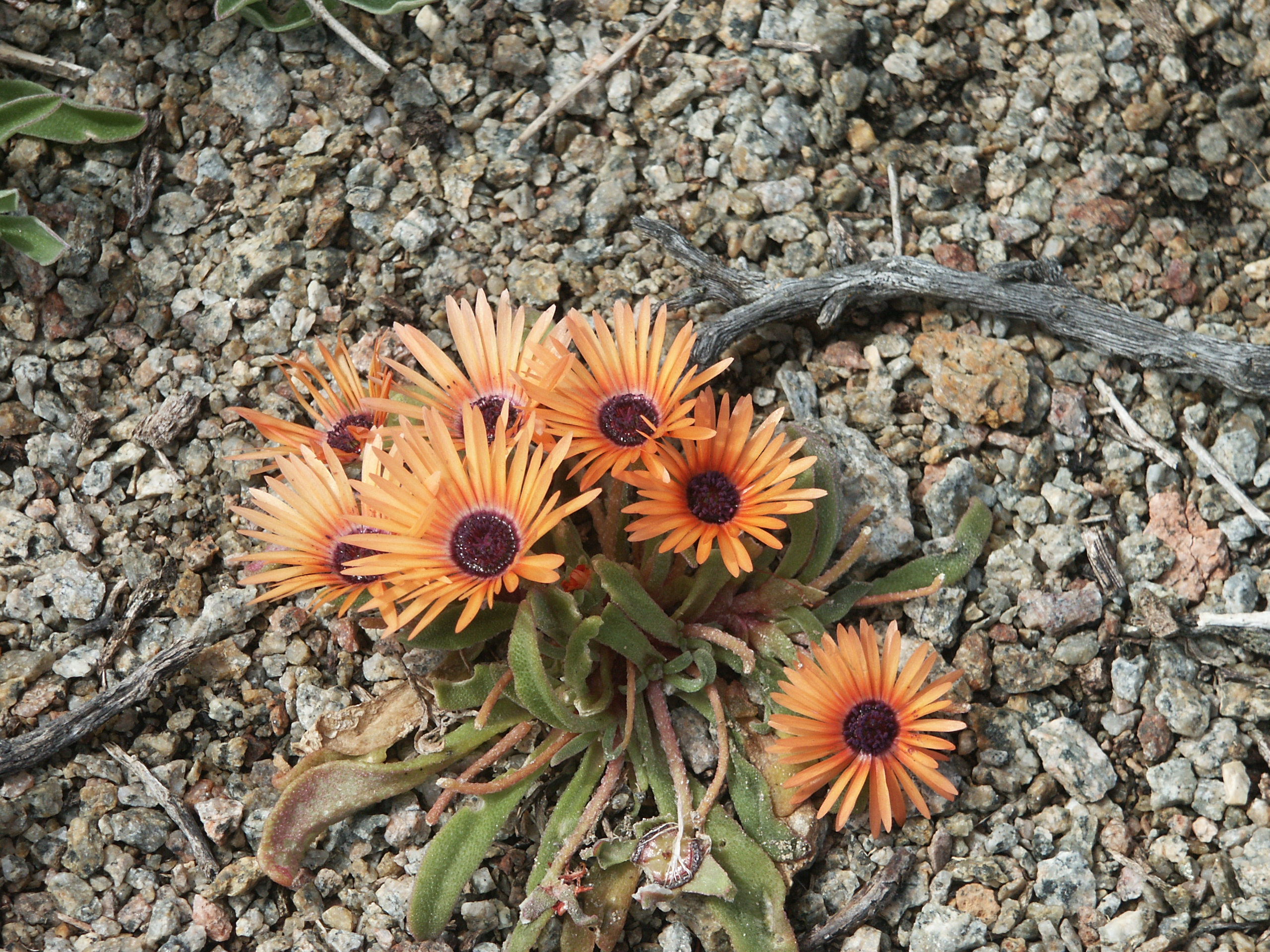
Dorotheanthus bellidiformis
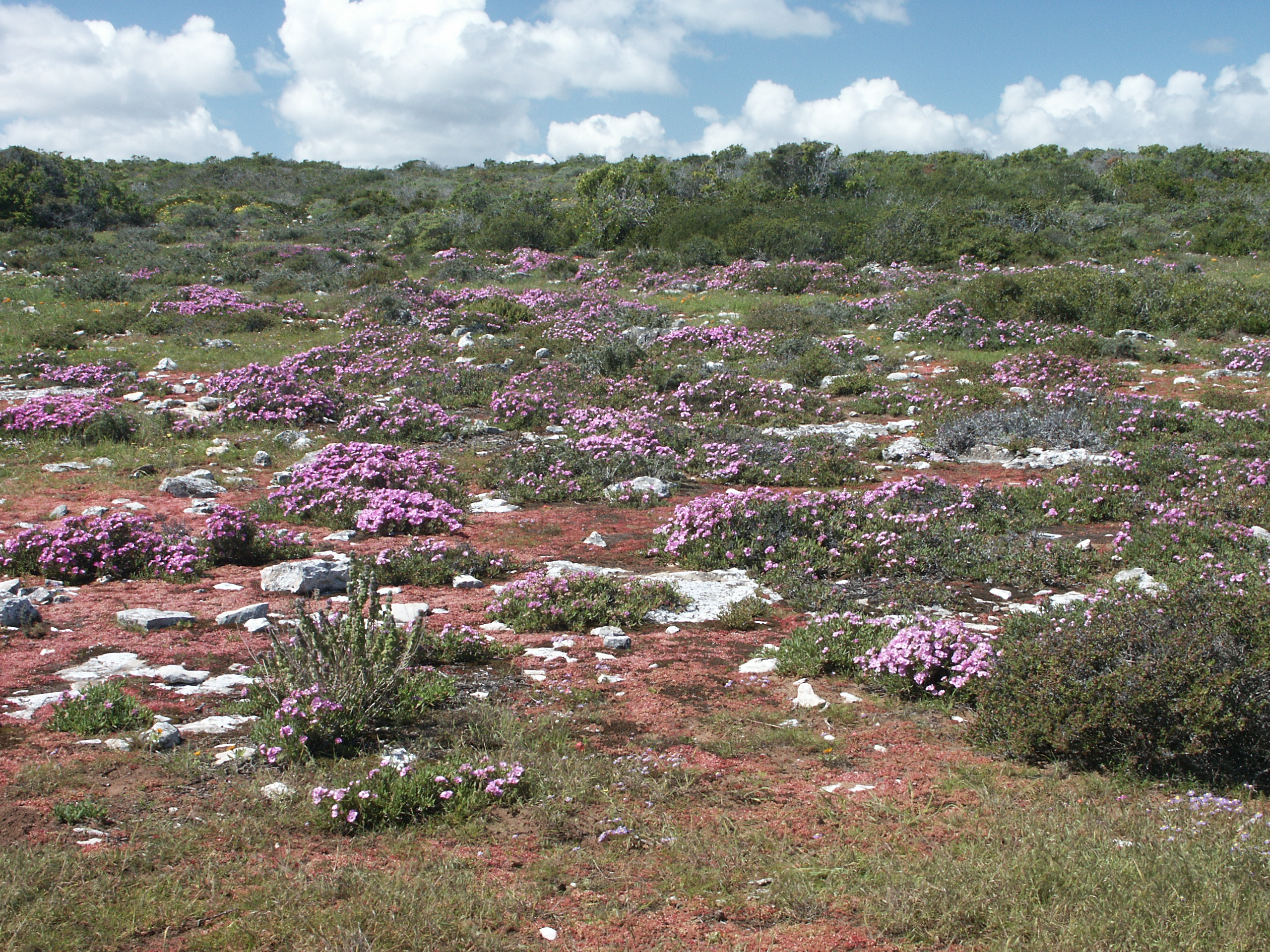
Floraison au printemps
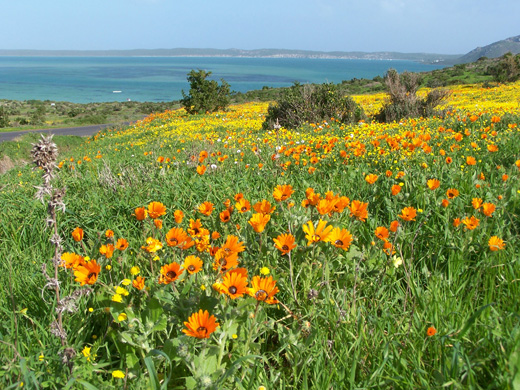
Champ de fleurs dans le parc
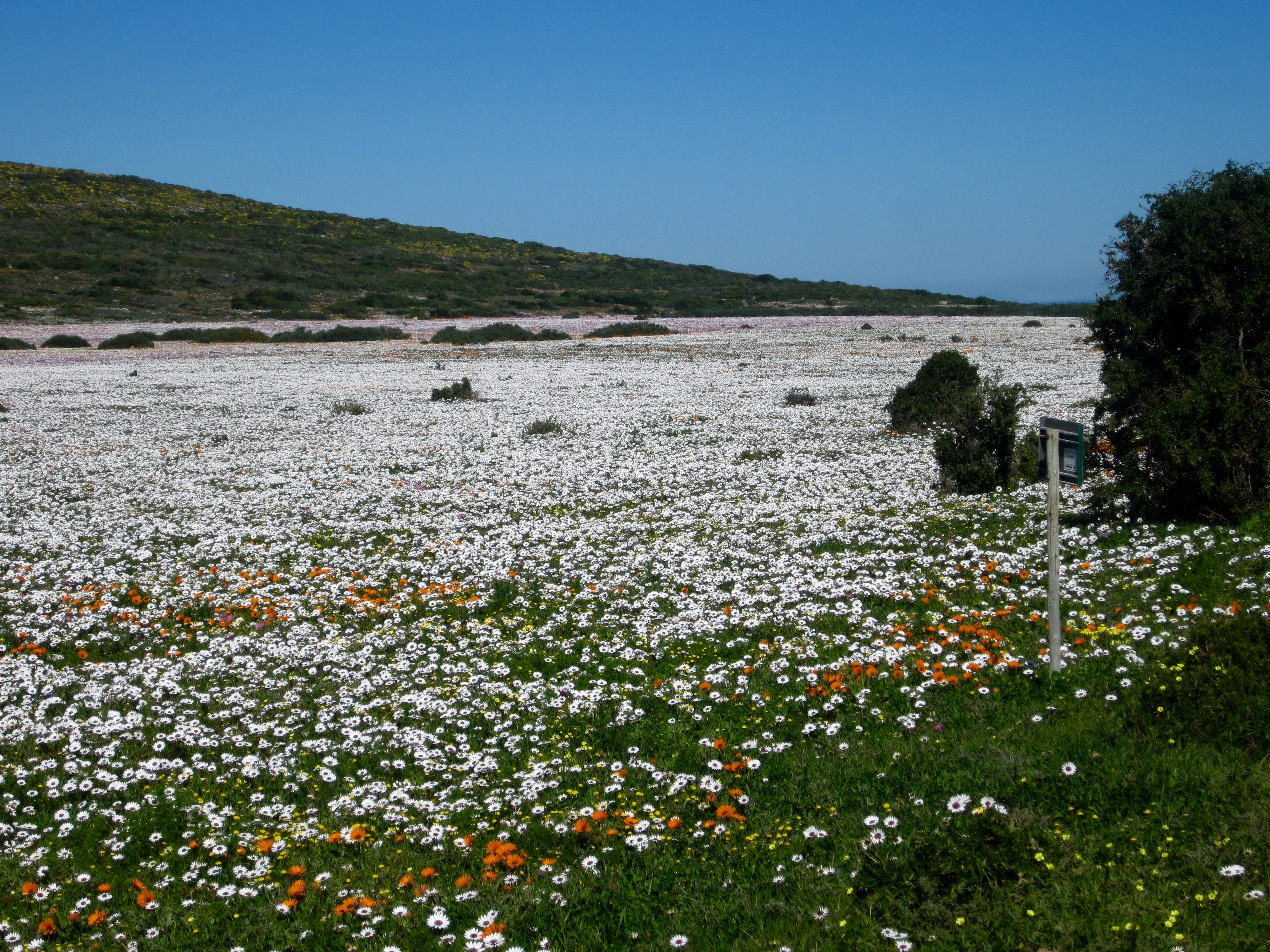
Région de Postberg entre août et septembre
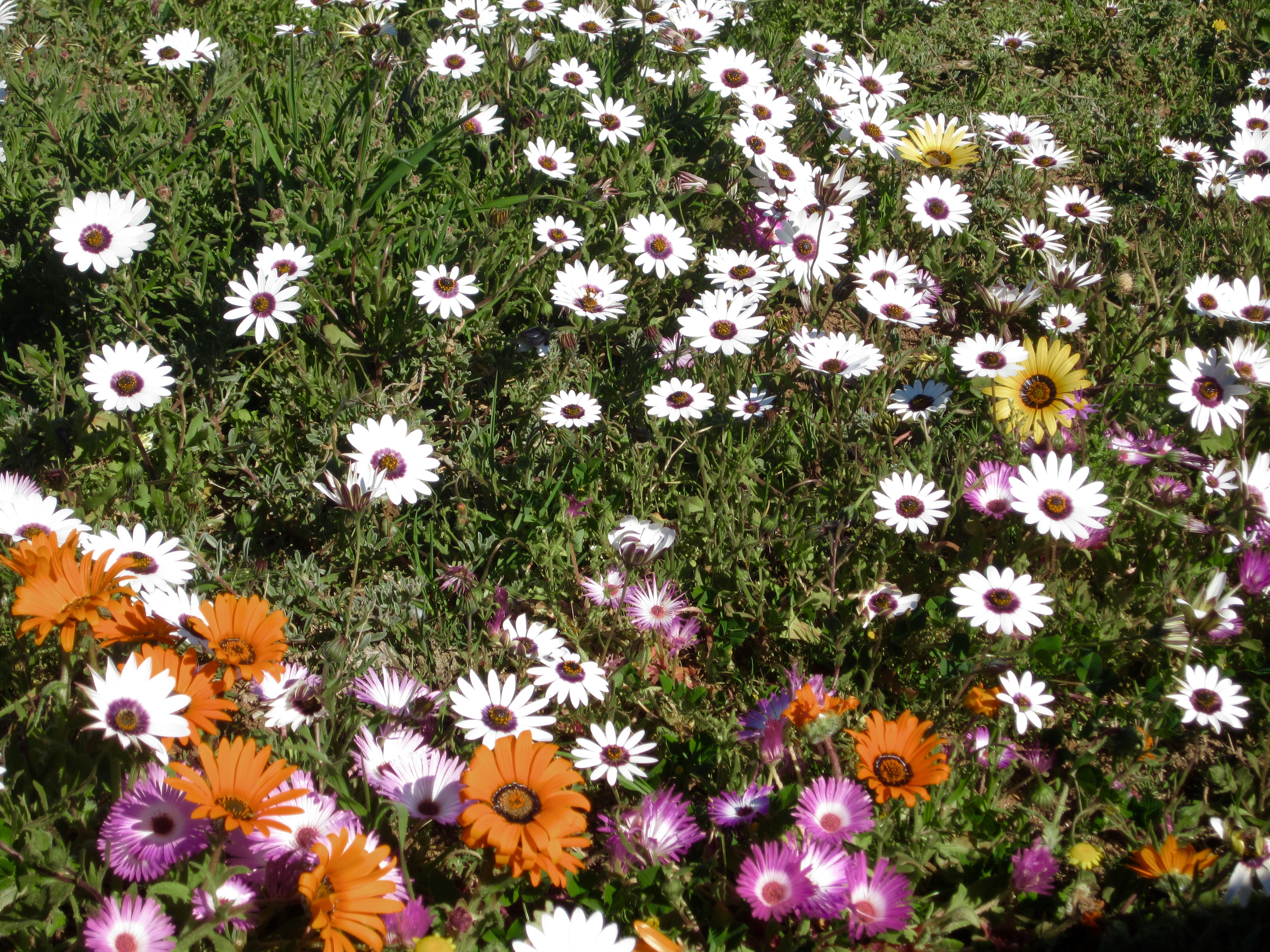
Région de Postberg entre août et septembre
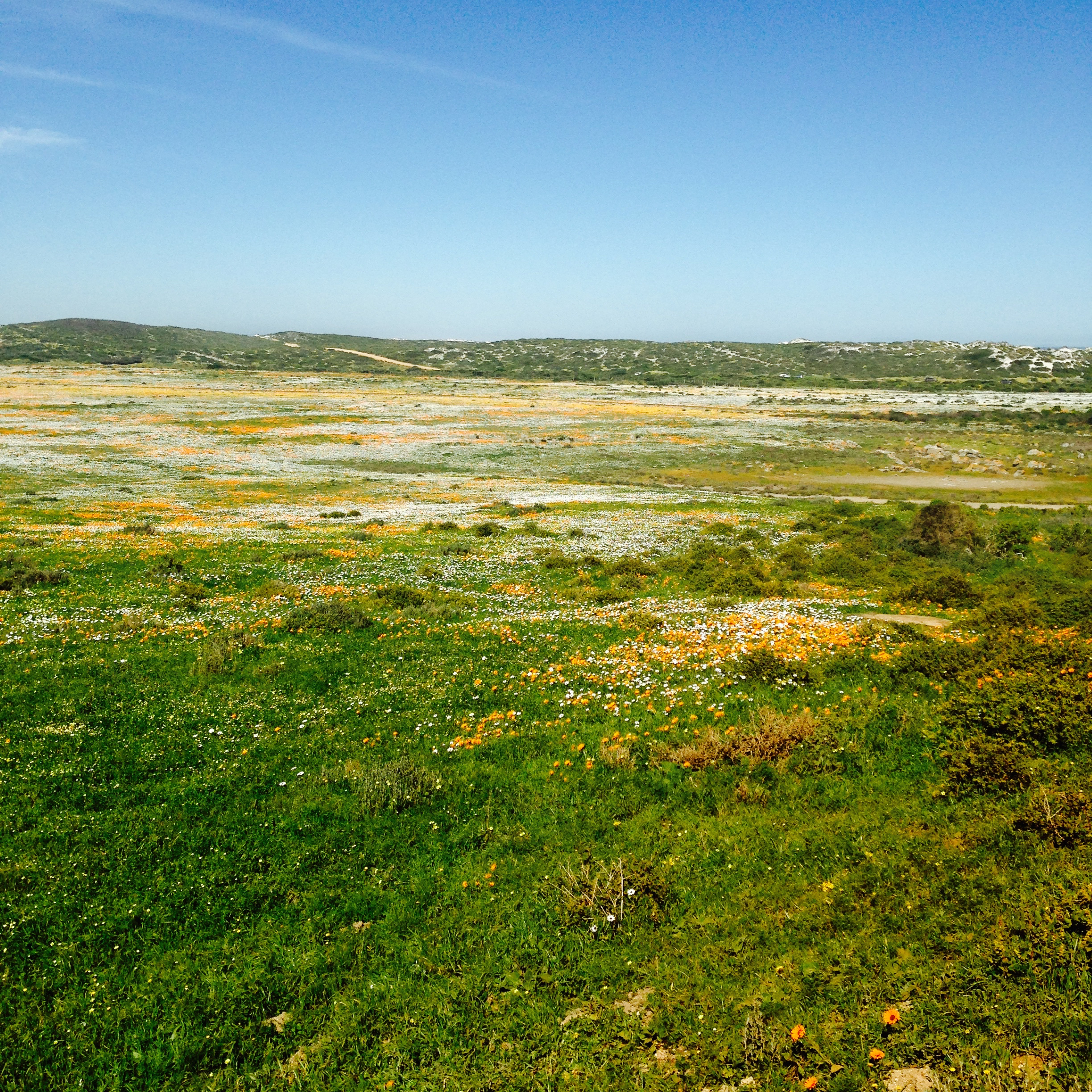
Région de Postberg entre août et septembre
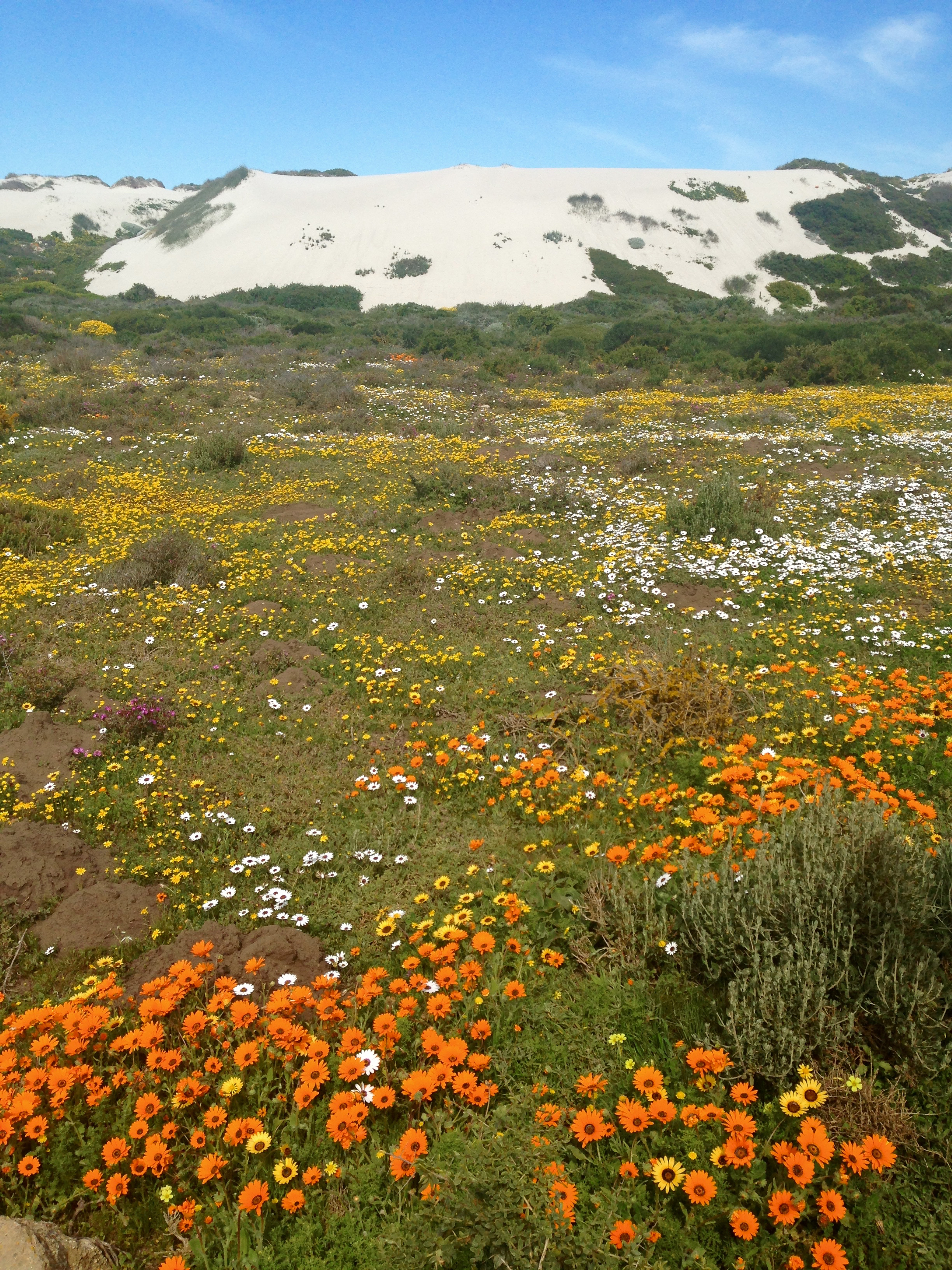
Région de Postberg entre août et septembre
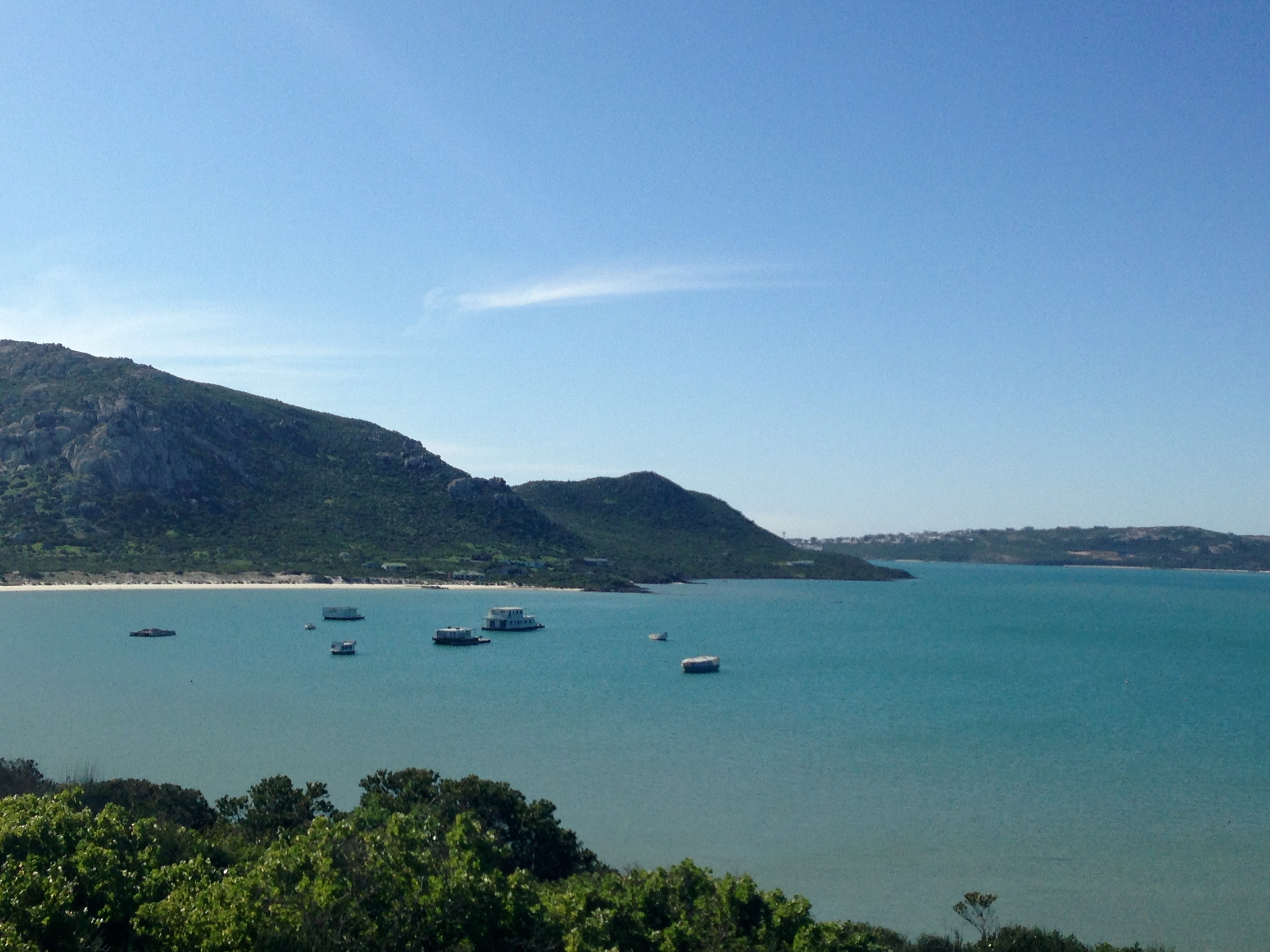
Vue sur le lagon de Langebaan
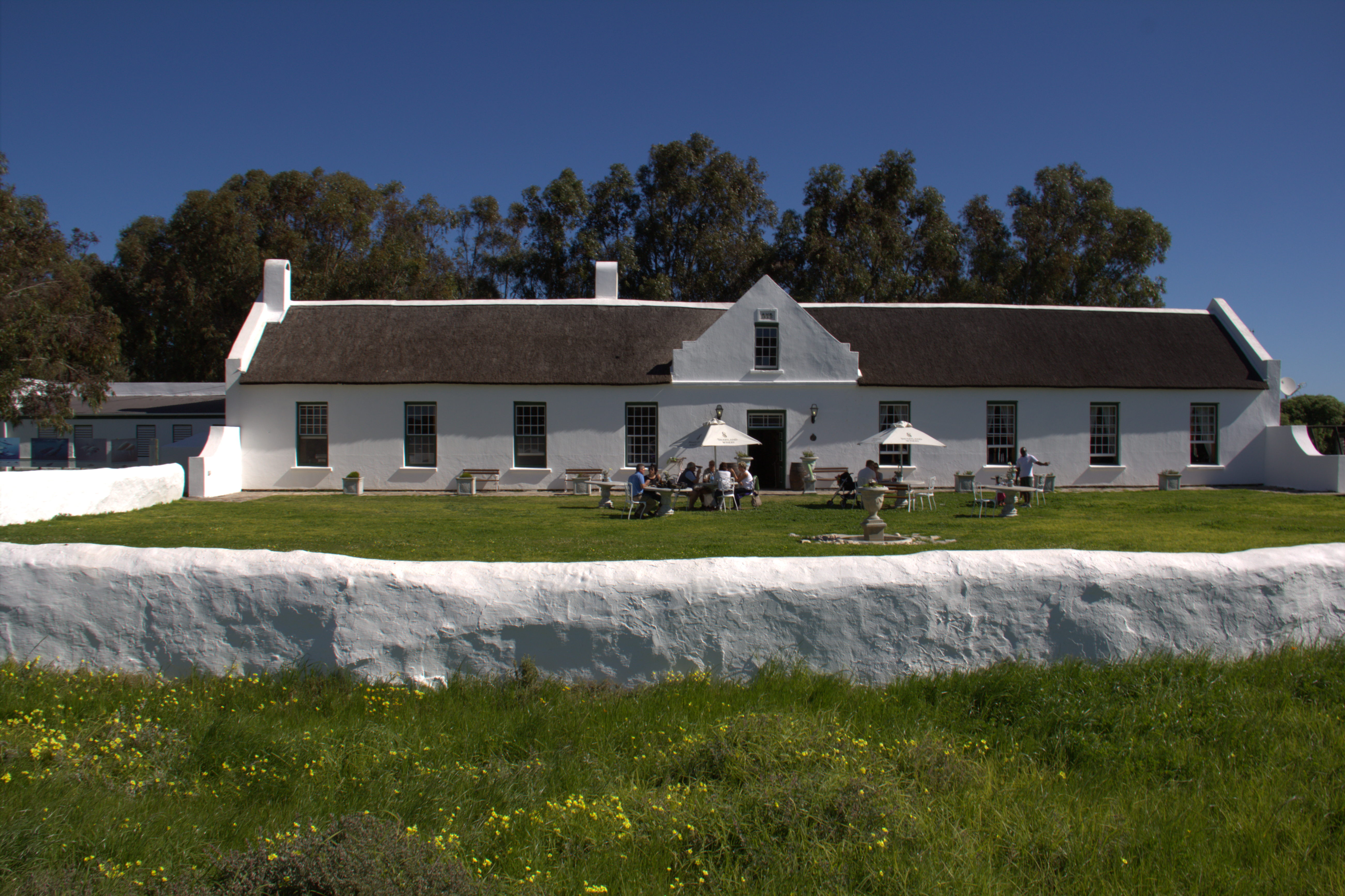
Geelbek Restaurant

## Liens annexes
- West Coast National Park

## Articles annexes
- Traces de pas d'Eve